# Panaxia conjuncta
Panaxia conjuncta är en fjärilsart som beskrevs av Kettlewell 1943. Panaxia conjuncta ingår i släktet Panaxia och familjen björnspinnare. Inga underarter finns listade i Catalogue of Life.